# ジャン＝ガブリエル＝トーラン・デュフレス
ジャン＝ガブリエル＝トーラン・デュフレス（Jean-Gabriel-Taurin Dufresse、1750年12月8日 - 1815年9月14日）は、パリ外国宣教会のフランス人宣教師。清代の中国で宣教したが、捕えられて殉教した。2000年に中国百二十聖人のひとりとして列聖された。
名前はルイ＝ガブリエル＝トーラン(Louis-Gabriel-Taurin)と自称したが、列福記録ではラテン語でヨアンネス・ガブリエル・タウリニス(Joannes Gabriel Taurinis)として現れる。中国名は李多林(Lǐ Duōlín)、のち徐徳新(Xú Déxīn)。

## 略歴
デュフレスはクレルモン司教区のルズーで生まれた。1774年にパリ外国宣教会に入会し、1775年に中国に派遣された。当時の清は禁教政策を取っていたが日本のように厳格ではなく、四川省にはフランソワ・ポティエ（范益盛、1726-1792）によってパリ外国宣教会の拠点が作られていた。デュフレスは1778年から成都で布教した。
1784年から翌年にかけて、乾隆帝はキリスト教の弾圧を行った。これは当時反乱を起こしたイスラム教徒とキリスト教徒が結びついているという陰謀説に従ったためという。デュフレスはマカオに追放されたが、1788年に徐徳新と名を変えてひそかに四川に戻った。1800年にはタブラカ代理司教、翌年に四川使徒座代理に任命された。1803年に重慶で四川教会第一次大会と呼ばれる大会を主催した。
嘉慶帝は1811年に禁令「西洋人伝教治罪専条」を出し、キリスト教を厳しく取りしまった。デュフレスは1815年に捕えられ、もうひとりの司教および9人の司祭とともに9月14日に成都で斬首された。

## 列聖まで
デュフレスは1900年5月27日にレオ13世によって列福された。2000年10月1日、ヨハネ・パウロ2世は中国百二十聖人のひとりとしてデュフレスを列聖した。